# 1099
Năm 1099 là một năm trong lịch Julius.

## Mất
- 10 tháng 7 - El Cid, một nhà quý tộc  người Castilia